# 巴林顿·摩尔
巴林顿·摩尔（英語：Barrington Moore Jr., 1913年5月12日—2005年10月16日）是一位美国著名历史学家、社会学家和比较政治学家，其最为人知的作品是《民主和专制的社会起源》，该部著作详尽研究和比较了英国、法国、美国、中国、日本、俄罗斯、德国以及印度的现代化。其作品还包括《人类苦难的原因反思》、《不公：顺从和反抗的社会基础》等。

## 代表作品
- 《苏联政治》[3]
- 《恐怖和进步》[4]
- 《政治权利和社会理论》[5]
- 《纯粹容忍批判》
- 《民主和专制的社会起源》[6]
- 《人类苦难的原因反思》
- 《不公：顺从和反抗的社会基础》
- 《隐私：社会和文化历史研究》[7]
- 《资本主义与社会主义下的权威与不平等》[8]